# Malhada
Malhada este un oraș în statul Bahia (BA) din Brazilia.